# Kanton Saint-Gilles
Kanton Saint-Gilles (francouzsky Canton de Saint-Gilles) je francouzský kanton v departementu Gard v regionu Languedoc-Roussillon. Tvoří ho dvě obce.

## Obce kantonu
- Générac
- Saint-Gilles